# Karl Dittert
Karl Dittert (* 16. August 1915 in Mährisch Trübau; † 30. Oktober 2013) war ein deutscher Produktdesigner. Er war als Lehrer, Professor und Gründungsrektor an der heutigen Hochschule für Gestaltung Schwäbisch Gmünd tätig.

## Leben

### Kindheit, Ausbildung, Krieg und Vertreibung
Karl Dittert wurde am 16. August 1915 in Mährisch Trübau (damals Österreich-Ungarn, heute Tschechien) als dritter Sohn von Franz Dittert geboren. Sein Vater war Bau- und Möbelschreiner, seine Mutter Goldschmiedin. So wuchs Karl Dittert in einem kreativen Umfeld auf und lernte, wie ein Gegenstand entworfen und hergestellt wird.
Nach seiner Schulbildung von 1921 bis 1930 begann Dittert seine Laufbahn bei der Silber- und Metallwarenfabrik Franz Bibus & Sohn in Mährisch Trübau. Während eines Praktikums absolvierte er die Ausbildung zum Stahlgraveur und Silberschmied. In der gestalterisch ausgerichteten Entwurfsabteilung wurde er Zeichner und war schließlich von 1935 bis 1937 sowie von 1945 bis 1947 Leiter der Abteilung.
Dittert verzichtete auf die Freistellung vom Militärdienst, um sich dadurch ein Studium an einer Kunsthochschule offenzuhalten. Seinen Wehr- und Kriegsdienst leistete er zunächst beim tschechoslowakischen und später beim deutschen Heer von 1937 bis 1945. Aufgrund einer Verwundung konnte er in Berlin an der heutigen UdK Berlin studieren.
Während des Krieges heiratete Karl Dittert Hilde Köppl im Jahr 1941. Am 11. Januar 1945 kam ihr Sohn Bernd zur Welt.
Familie und Verwandtschaft Ditterts wurde 1946 nach Kriegsende aus der Tschechoslowakischen Republik vertrieben. Dittert gelangte zunächst ins zerbombte Pforzheim und traf im Landesgewerbeamt (LGA) in Stuttgart Wilhelm Wagenfeld. Dieser empfahl ihm Professor Hans Warnecke an der Staatlichen Höheren Fachschule in Schwäbisch Gmünd, der dort im Sinne der Bauhauslehre unterrichtete.

### Studium
Ab 1946 studierte Dittert an der „Staatlich Höheren Fachschule für die Edelmetallindustrie“ (heute Hochschule für Gestaltung Schwäbisch Gmünd) in der Meisterklasse von Professor Hans Warnecke. Parallel arbeitete er als Entwerfer bei Wilhelm Binder, der größten Silberwarenfabrik am Ort. Während des Studiums erhielt er an der Schule einen Lehrauftrag für Körperzeichnen.
Ditterts Professor Hans Warnecke traf sich in Stuttgart mit einem Kreis ehemaliger Bauhäusler und Künstler (u. a. Willi Baumeister (Schüler von Adolf Hölzel), Ottomar Domnick (Kunstsammler, Filmautor und Psychiater), sowie dem Designer Wilhelm Wagenfeld). An diesen Treffen durfte Karl Dittert, so erzählt er, zuweilen teilnehmen. Lucia Moholy war manchmal bei ihm zu Gast und berichtete über die Entwicklung der Moderne in Amerika (z. B. Walter Gropius und Ludwig Mies van der Rohe). Im Februar 1949 bestand Dittert die Höhere Fachprüfung und Meisterprüfung im Goldschmiedefach „mit Auszeichnung“.

### Lehrtätigkeit und Professur
Kurz nach seiner Meisterprüfung erhielt Karl Dittert den Lehrauftrag für „Zeichnen und Darstellen für Schmuck und Gerät“ und baute ihn zu einem Lehrgang aus, der später auszugsweise in der Fachzeitschrift „Gold + Silber“ veröffentlicht wurde.
1949 übernahm Dittert die Stelle von Hans Warnecke, der an die Staatliche Akademie der Bildenden Künste Stuttgart berufen wurde. Dittert unterrichtete Fächer wie „Schmuckzeichnen“, „Fachzeichnen für Silberschmiede“, „Entwerfen von Silbergerät“ und „Industrielle Formgebung“ (später „Industrie-Design“). Später ergänzten „Modellbau“, „Technisches Zeichnen“ und „Produktentwicklung“ und „Fotografie“ seine Lehrinhalte.
1952 wurde die „Klasse für Industrielle Formgebung“ wieder aufgenommen und zur Keimzelle des Studiengangs „Industrie-Design“. Damit wurde dem Bedarf an zweckmäßig und gut gestalteten Industrieprodukten in Deutschland Rechnung getragen. Karl Dittert baut ab 1958 die Stelle seines Vorgängers Wilhelm Braun-Feldweg systematisch aus. Dieser hatte mit seiner Publikation „Normen und Formen industrieller Produktion“ einen Aufruf gestartet, eine Entwurfslehre für Industriedesigner zu schaffen, die den neuen Aufgaben ihrer Zeit gewachsen war.
1961 wurde Dittert zum Professor ernannt. 1970 bis 1972 war er Direktor der „Staatlichen Werkkunstschule Schwäbisch Gmünd“, 1972 bis 1979 Rektor der „Fachhochschule für Gestaltung Schwäbisch Gmünd“.
In den insgesamt drei Jahrzehnten etablierte und unterrichtete Karl Dittert systematisch die Disziplin (Industrie-)Design in Schwäbisch Gmünd. Die einstige Fachschule wurde während seiner Dienstzeit zur Fachhochschule. Als Lehrer beeinflusste er mehrere Designer-Generationen, unter anderem Hartmut Esslinger, Walter Giers, Eberhard Meurer, Wolfgang C. R. Mezger, Reiner Moll, Kurt Ranger, Volkmar Rommel, Georg Spreng. Daneben war Dittert freiberuflich für Industriebetriebe tätig.

### Freiberufliche Tätigkeit
Parallel zu seiner Lehrtätigkeit gründete Karl Dittert 1950 ein Gestaltungsbüro. Seine Aufträge sind vielseitig und umfassen Prospekt-, Verpackungs- und Messestandgestaltung. Anfangs arbeitete er für Silber- und Metallwarenfabriken wie WMF Württembergische Metallwarenfabrik AG oder Peter Bruckmann & Söhne.
Dittert wurde Gestalter für einen Forschungsauftrag für Edelstahl-Serien-Tischgeräte der Silberwarenfabrik Gebrüder Kühn Schwäbisch Gmünd. Allerdings konnte das Unternehmen nicht auf Stahlverarbeitung umsteigen, stellte das Programm in Neusilber mit Silberauflage her und verhinderte wegen des dadurch entstehenden Pflegeaufwands die Marktführung. Das Produkt wurde dennoch als vorbildliches Design ausgestellt, erhielt die Silbermedaille der XII. Triennale Mailand und ist heute ein begehrtes Sammlerobjekt.
Ende der 1960er-Jahre konzentrierte sich Dittert auf die Schwerpunkte Küchen- und Büroarbeitsplatz: Mit ritterwerk arbeitete er 1967–2005 zusammen. Er entwickelte eine Form der Schneidemaschine, die Vorbildfunktion in der Branche übernahm und den Bundespreis für Design erhielt. Ab 1971 war Karl Dittert verantwortlich für die Neuentwicklungen des Möbelherstellers VOKO Franz Vogt & Co. (Gießen). Büromöbel, Büroarbeitsplätze, Bürostühle, Bankeneinrichtungen, Ruhesessel und Messestände gehörten zum Aufgabenfeld der langjährigen Zusammenarbeit. Der M.E.P.-Tisch wurde als erster Tisch Karl Ditterts für VOKO zum Leitbild für eine Generation neuer Arbeitsplätze.
Nach seiner Emeritierung arbeitete Dittert wieder intensiv als Gestalter. Erst als Achtzigjähriger stellte er keine neuen Mitarbeiter mehr ein. Er arbeitete noch mit 90 Jahren.

### Ehrenamtliche Tätigkeiten
In frühen Jahren veröffentlichte Dittert in der Fachzeitschrift „Gold + Silber“ eine Artikelserie über Fachzeichnen.
1959 gründete er mit Theo Baumann, Herbert Hirche, Günter Kupetz, Peter Raacke, Rainer Schütze, Hans Erich Slany und Arno Votteler den „Verband Deutscher Industrie-Designer“ (VDID), der den Beruf des Industriedesigners etablieren und (Jung-)Designer beraten soll.
Ab 1960 leitete Dittert den Arbeitskreis „Produktform Silber“ des Verbandes der Edelmetallindustrie.
1973 war Dittert in der Region Süd Leiter des Arbeitskreises „Design-Ausbildung“. Er hatte zum Ziel, Rahmenpläne für die Ausbildung und den Studienabschluss zu erarbeiten und festzulegen. Er war Redaktionsmitglied verschiedener Design-Magazine wie „Technische Konsumgüter“, „moebel interior design“ und „design international“ und ergänzt diese Tätigkeit mit Vorträgen vor Fachpublikum.
Dittert war im „Rat für Formgebung“, dem „Deutschen Werkbund“, der Deutschen Gesellschaft für Goldschmiedekunst e. V. Hamburg, Member of the Goldsmiths’ Company of London und Mitglied der Freien Akademie der Künste Mannheim.
Er war außerdem Jurymitglied internationaler Wettbewerbe des In- und Auslandes: von den Designzentren Stuttgart, Hannover, Köln und Mailand und von „Die gute Industrieform“ Hannover.
Generell engagierte sich Karl Dittert für die Verankerung des Industriedesigns in Gesellschaft und Wirtschaft.

## Bekannte Auftraggeber

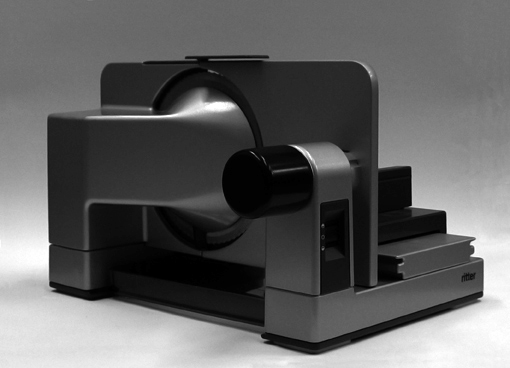
E30 Professionell (ritterwerk), 1984

- Robert Bosch GmbH
- Peter Bruckmann & Söhne
- Degussa
- Deutsche Bundeswehr
- Gussstahl-Werk Witten
- Faber-Castell
- Harting Technologiegruppe
- Junghans
- Lufthansa
- Tenovis
- Wellner
- WMF

## Auszeichnungen
Ditterts Produkte wurden in vielen Ausstellungen gezeigt und waren auch typenbildend und branchenführend. Alle Produkte, die vom Büro Dittert entwickelt wurden und am Markt erschienenen, erhielten das Prädikat „Gute Form“. Außerdem erhielt er mehrere Bundespreise des Bundes-Wirtschaftsministeriums.
Die Exponate finden sich im Museum of Modern Art New York, im Gemeentemuseum Arnhem, im Design-Center Stuttgart, der Neuen Sammlung München, dem Philadelphia Museum of Art. Er war vertreten auf der Triennale Mailand, sowie bei Ausstellungen in Leningrad, Kiew und Moskau. Dafür erhielt er unter anderem folgende Preise:
- 1947: Wilhelm-Müller-Wettbewerb
- 1952: „Dankspende des Deutschen Volkes“
- 1959: „Die silberne Kaffeekanne“ der Gesellschaft für Goldschmiedekunst
- 1960: Silbermedaille der XII. Triennale Mailand
- 1960: Diplom des National Industrial Design Council für Modelle in stainless steel *1960 Award des National Industrial Design Council Canada
- 1983: IBT-Award Chicago
- 1984: First Price System Design, New York
- 2010: Bürgermedaille der Stadt Schwäbisch Gmünd[2]
- Bundespreis für Design
- „Gute Form“
- „Gute Industrieform“
- 2020: Innerhalb der Serie „Design aus Deutschland“ ehrt ihn die Deutsche Post mit der Herausgabe einer Sonderbriefmarke im Wert von 155 Eurocent. Die Briefmarke zeigt ein von ihm entworfenes Mokka- und Teeservice.[3]

## Ausstellungen
- 2009: „Aufgedeckt“, Hochschule für Gestaltung, Schwäbisch Gmünd
- 2009: „Aufgedeckt“, Haus der Geschichte, Stuttgart
- 2010: „servito! called! aufgedeckt!“, Showroom HUGO BOSS Italia SpA, Salone del Mobile, Milano